# Bukovke
Bukovke (lat. Fagaceae), biljna porodica u redu bukvolike koja dobiva ime po rodu bukvi (Fagus) i najvažnijoj vrsti europska ili obična bukva (Fagus sylvatica) kojna raste po brdovitim i planinskim krajevima Europe.
Porodici bukovki uključivan je nekada i rod južna bukva ili notofag, koji se danas uključuje u vlastitu porodicu Nothofagaceae.

## Rodovi
Porodici pripada više rodova: 
Fagaceae Dumort. (934 spp.)
1. Subfamilia Fagoideae K. Koch
  1. Fagus L. (8 spp.), bukva
2. Subfamilia Quercoideae Irvine
  1. Formanodendron Nixon & Crepet (1 sp.)
  2. Trigonobalanus Forman (1 sp.)
  3. Colombobalanus Nixon & Crepet (1 sp.)
  4. Castanea Mill. (8 spp.), pitomi kesten
  5. Castanopsis (D. Don) Spach (148 spp.), kastanopsis
  6. Lithocarpus Blume (349 spp.), litokarpus
  7. Chrysolepis Hjelmqv. (2 spp.), krizolepis
  8. Notholithocarpus Manos, Cannon & S. H. Oh (1 sp.)
  9. Quercus L. (415 spp.), hrast

## Vanjske poveznice
|  | Zajednički poslužitelj ima još gradiva o temi Fagaceae |
|  | Wikivrste imaju podatke o taksonu Fagaceae             |